# 花鰭鮈脂䲁
花鰭鮈脂䲁（學名：Gobioclinus bucciferus），為輻鰭魚綱䲁形目脂䲁科鮈脂䲁屬的一個種，分布於西大西洋百慕達群島、美國佛羅里達州南部、巴哈馬群島至小安的列斯群島和中美洲海域，深度0至5公尺，本魚體壯，頭寬，吻鈍，眼大，每眼上方有分枝的觸鬚，頸背兩側各有2條或以上分枝繁多的觸鬚，口大略斜，上頜兩側有齒，身體有4-5條綠褐色條紋，中心顏色較深，深色條紋之間的中心側面有一排淺色斑點，條紋之間的間隙為淺綠色，下身邊緣有垂直的白線，眼睛中央後方有2個小黑點，從眼睛向下和向後有明顯的斜鰭條紋，背鰭硬棘19-21枚、背鰭軟條10-12枚、臀鰭硬棘2枚、臀鰭軟條19-21枚，體長可達9公分，棲息在沿海礁石、海草床以及碎石或岩石海岸，雌魚產附著性卵，雄魚會守護卵，幼魚為浮游性，可做為觀賞魚。